# 贡唐仓·贡却丹贝嘉措
貢唐倉·貢卻丹貝嘉措（藏語：གུང་ཐང་ཚང་དཀོན་མཆོག་བསྟན་པའི་རྒྱ་མཚོ་，威利转写：gung thang tshang dkon mchog bstan pa'i rgya mtsho，1824年—1859年）藏族，生於今甘肅省甘南藏族自治州夏河縣扎油東氏家族，第四世貢唐倉活佛。

## 生平
藏曆第十四繞迥木猴年（西元1824年）出生。6歲時，由嘉木樣·久美嘉措抽籤確認為第三世貢唐倉的轉世靈童，7歲時在嘉木樣大師座下受沙彌戒。
18歲入哲蚌寺果莽扎倉的聞思學院拜持戒堪布羅哲為經師學習經籍。20歲赴後藏從班禪大師丹貝尼瑪座前受比丘戒。22歲返回多麥，23歲出任拉卜楞大經堂之法台，為第四十八任法台。

## 外部連結
https://web.archive.org/web/20160913141844/http://people.tibetcul.com/ls/gsdd/201306/31885.html
http://www.teducn.com/chinese/chuantongjiaoyu/mingrenmingyan/2010-12-28/134.html
http://www.cntangka.com/article.php?id=338 （页面存档备份，存于）